# Fernando Eleta Almarán
Fernando Eleta Almarán (Panamá, 10 de agosto de 1921 – Panamá, 12 de agosto de 2011) fue un empresario, ingeniero, ministro de Hacienda y Tesoro y canciller panameño. Pionero de la televisión en Panamá, fue fundador y presidente de empresas panameñas como la Corporación Panameña de Radiodifusión (RPC Radio y Televisión), Aseguradora Mundial, Medcom Holdings, Air Panamá, Haras Cerro Punta, Cable Onda, Café de Eleta, entre otros. También fue promotor de las actividades hípicas en su país.

## Biografía
Hijo de Carlos Alberto Eleta García y Aurora Almarán de Eleta y hermano de Berta, Aurora, Carlos y Yolanda. En 1950 contrajo matrimonio con Doña Mercedes Casanovas Escobet y de este matrimonio nacieron tres hijos: Mercedes, Fernando y Aurora. Doña Mercedes Casanovas de Eleta, fallece de poliomielitis, el 6 de septiembre de 1954 en el Hospital Gorgas y es a raíz de su inesperado deceso, que su hermano, Don Carlos Eleta Almarán, compone el bolero Historia de un Amor.
El 31 de enero de 1960, contrajo segundas nupcias con Graciela Quelquejeu Müller y de este matrimonio nacieron Graciela, Yolanda, Ximena y Diego. Al morir tenía ya una descendencia de 16 nietos y 6 bisnietos.
Cursó estudios universitarios en el Panama Canal College, Stanford University (B.A. cum laude en Ciencias Sociales, 1942), en el Massachusetts Institute of Technology (B.S. en Ingeniería Estructural, 1947) y en 1951 recibió del Yankton College, el Grado de Doctor en Leyes Honoris Causa.

## Vida pública
En el ámbito público, Eleta Almarán fue Ministro de Hacienda y Tesoro de Panamá (1958-1960), durante la administración del presidente Ernesto de la Guardia. Durante su gestión se creó el Hospital del Niño Dr. José Renán Esquivel y se aprobó el salario mínimo.
Además, fue negociador de la primera emisión pública de bonos de Panamá, con Lehman Brothers, de la banca privada de Estados Unidos en Wall Street. (1958). En 1960 es uno de los fundadores del Banco Interamericano de Desarrollo (BID) y Delegado Oficial de Panamá y signatario del Acta de Bogotá. Fue consultor de la CEPAL.
Durante la administración del Presidente Marco Aurelio Robles, fue Ministro de Relaciones Exteriores (1964-1968) y responsable de las negociaciones del Proyecto de Tratado Robles - Johnson sobre el Canal de Panamá, sólo firmados a nivel de negociadores (1967). Fue Representante de Panamá en el acto inaugural de la Comisión Preparatoria de Reformas a la Carta de la OEA (Río de Janeiro, 1965).
En 1990 fue nombrado Embajador Extraordinario y Plenipotenciario ante el Consejo Nacional de Relaciones Exteriores.

## Empresario
Fernando Eleta Almarán adquirió en 1949 la emisora Radio Programas Continental, la cual se convertiría luego en RPC Radio, constituyendo en 1954 la Corporación Panameña de Radiodifusión.
El 14 de marzo de 1960, conjuntamente con su hermano, Carlos Eleta Almarán, fundó RPC Televisión, el primer canal de televisión en Panamá, convirtiéndose así en el pionero de la televisión panameña.
Fue cofundador y Presidente de Honor de la Asociación Interamericana de Radiodifusión (AIR) en 1947, fundador en 1950 de la Asociación Panameña de Radiodifusión (APR) y cofundador de la Organización de la Radiodifusión Centroamericana. Formó parte del grupo de empresarios que fundó la Organización de la Televisión Iberoamericana (OTI) en 1971 y cofundador de la Agencia Centroamericana de Noticias (ACAN-EFE) en 1972.
Presidió otras empresas como Aseguradora Mundial, S.A., MEDCOM Holdings, Inc., Air Panamá, Haras Cerro Punta, S.A., Cable Onda, S.A y Café de Eleta.

## Empresario hípico
Eleta Almarán fue propietario de ejemplares purasangre y asumió un rol protagónico en el deporte hípico de Panamá, siendo uno de los principales promotores de esta actividad en su país. Su hermano Carlos fundó, en 1950, el Haras San Miguel, en La Concepción, provincia de Chiriquí y lo invitó a participar en el mismo. En 1977 Fernando fundó el Haras Cerro Punta, en Guadalupe, provincia de Chiriquí, convirtiéndolo en uno de los principales centros de crianza de caballos de carrera del Caribe. De este Haras han salido grandes campeones que han cosechado triunfos en el Clásico Internacional del Caribe.
Fue cofundador y presidente de la Sociedad de Criadores de Caballos de Carrera (SOCRICA) y presidente, de 1980 a 1997 de la Confederación Hípica del Caribe. En 1978 fue cofundador de la Confederación Panamericana de Registros Genealógicos (Pan American Stud Book Conference), miembro del International Conference of Racing Authorities y en 1978 fundó la Asociación Panameña de Criadores y Propietarios de Caballos Peruanos de Paso (APCPCPP) además fue miembro, desde 1988, de la Asociación de Propietarios de Pura Sangre de Carreras de Panamá (APPUCAPA) y miembro desde 1990 del Thoroughbred Owners and Breeders Association de Estados Unidos de América.
El Clásico Internacional del Caribe de 2011, celebrado en Panamá, llevó el nombre de Fernando Eleta Almarán en homenaje póstumo y reconocimiento a sus aportes al desarrollo de la hípica en Panamá.

## Actividades profesionales y cívicas
Fue fundador y primer presidente de la Asociación Panameña de Ejecutivos de Empresa (APEDE) (marzo a junio de 1958 – 1961 y 1962), de la Asociación Nacional para la Conservación de la Naturaleza (ANCON), (1985 a 2000) y presidente de la Fundación para la Conservación de los Recursos Naturales (NATURA).
Fue miembro de la Sociedad Panameña de Ingenieros y Arquitectos (SPIA), de la Cámara de Comercio, Industrias y Agricultura de Panamá, de la Cámara Oficial de Comercio Española, del Consejo Interamericano de Comercio y Producción (CICYP), de la Fundación ANDE, del Instituto Latinoamericano de Estudios Avanzados (ILDEA), del Council for Investment and Development (CID) y de la Academia Nacional de Ciencias de Panamá.
Formó parte de la Junta de Síndicos del Consejo Privado para la Asistencia Educacional (COSPAE), fue uno de los fundadores de la Fundación para la Educación en la Televisión (FETV), de la Asociación de la Televisión para la Promoción de la Cultura en los Medios de Comunicación (APROCULMEC) y fue gestor y presidente honorario de la Ciudad del Saber.

## Centenario de su natalicio
En conmemoración del natalicio de Fernando Eleta Almarán, el 10 de agosto de 2021, su familia, a través de la Fundación Eleta, ha desarrollado una serie de proyectos que incluyen un libro biográfico y una serie documental titulada “Legado de un Ciudadano”, la cual fue estrenada el 14 de marzo de 2021, en el contexto del aniversario de RPC Televisión, así como foros y conversatorios de interés académico.
Como parte de este proyecto, se estableció el Fondo Documental Fernando Eleta Almarán, el cual consiste de más de 30,000 documentos históricos compendiados por archivólogos del Museo del Canal Interoceánico, dando acceso a investigadores, académicos y público en general a fuentes originales.

## Condecoraciones y distinciones
- Orden de Manuel Amador Guerrero en Grado de Gran Cruz – Panamá, Decreto 257 (1958).
- Orden de Vasco Núñez de Balboa en Grado de Gran Cruz -  Panamá, Decreto 271 (1958).
- Orden El Sol del Perú en Grado de Gran Oficial – Perú (1960).
- Orden del Libertador San Martín en Grado de Gran Cruz – Argentina (1964).
- Orden Nacional José Matías Delgado en Grado de Gran Cruz -  El Salvador (1965).
- Orden Águila Azteca en Grado de Banda de Primera Clase – México (1966).
- Orden del Quetzal en Grado de Gran Cruz – Guatemala (1966).
- Caballero gran cruz de la Orden de Isabel la Católica – España (1966).
- Caballero gran cruz de la Orden de la Corona de Italia – Italia (1967).
- Orden al Mérito de la República Italiana en Grado de Gran Cruz – Italia (1968).
- Orden al Mérito en Grado de Gran Cruz – Ecuador (1968).
- Orden de la Estrella Brillante en Grado de Gran Cordón – Taiwán (1968).
- Orden al Mérito de Chile en Grado de Gran Cruz – Chile (1968).
- Orden de Boyacá en Grado de Gran Cruz – Colombia (1968).
- Orden Pro Mérito Melitense en Grado de Gran Cruz – Soberana Orden de Malta (1978).
- En su honor se creó, en 2010 la Medalla al Mérito «Fernando Eleta Almarán» que entrega la Asociación Panameña de Ejecutivos de Empresa.[12]